# 아라중학교
아라중학교(我羅中學校)는 대한민국 제주특별자치도 제주시 아라이동에 있는 공립 중학교이다.

## 학교 연혁
- 1990년 12월 6일 : 아라중학교(남녀공학 36학급) 설립인가(제주도교육청)
- 1992년 3월 1일 : 초대 현학철 교장 취임
- 1992년 3월 2일 : 개교(1학년 남 6학급, 여 6학급)
- 1993년 3월 1일 : 학칙 변경 30학급 인가
- 1995년 2월 25일 : 체육관(아라관) 준공(면적 588.8)
- 1996년 3월 1일 : 인성교육 자율시범학교(교육부) [2년]
- 1997년 10월 2일 : 학교급식소(늘푸른집) 준공
- 2005년 5월 1일 : ICT활용국제교류 연구학교(교육인적자원부)
- 2010년 9월 20일 : 인조 잔디 운동장 완공
- 2011년 8월 31일 : 학교 대수선(리모델링) 공사 완공
- 2015년 3월 2일 : 인성교육 시범학교 운영(교육부 지정)
- 2018년 3월 2일 : 2018년 소프트웨어교육 선도학교 운영(과학기술정보통신부)
- 2022년 9월 1일 : 제16대 김민호 교장 부임
- 2025년 1월 8일 : 제31회 졸업식(231명 졸업, 총 11,553명)

## 참고 자료
- 아라중학교 - 한국교육학술정보원 학교알리미